# Guiana nos Jogos Olímpicos de Verão de 1968
A Guiana competiu nos Jogos Olímpicos de Verão de 1968, na Cidade do México, México.
O país levou cinco competidores, todos homens.

## Resultados por evento

### Atletismo
Maratona masculina
- Harry Prowell — 2:57:01,4 h (→ 50º lugar)

### Boxe
Peso Galo (54 kg)
- Dhanraj Singh
  - Segunda Rodada - Perdeu para Samuel Mbugua do Quênia

Peso Médio (75 kg)
- Charles Amos
  - Oitavas-de-final - Perdeu para Wiesław Rudkowski da Polônia

### Ciclismo
1 km contra o relógio masculino
- Aubrey Bryce — 1:12,73 min (→ 31º lugar)

Velocidade individual masculino
- Aubrey Bryce
  - Primeira Rodada — 3º lugar na bateria (→ avançou à repescagem)
  - Repescagem — 3º lugar na bateria (→ não avançou)

### Halterofilismo
Peso Pesado-ligeiro (82.5 kg)
- Rudolph James
  - Arranco — 120.0
  - Desenvolvimento — 127.5
  - Arremesso — 165.0
  - Total — 412.5 (→ 19º lugar)